# Tarmfjorden
Tarmfjorden (nordsamisk: Čuollovuotna) er en fjordarm af Tanafjorden i Tana kommune i Troms og Finnmark fylke i Norge. Fjorden har indløb mellem Sommerneset i nord og Hjellnes i syd og går 5 kilometer mod sydvest til Jámešbávtgohppi i bunden af fjorden. De vestlige gårde i bygden Torhop ligger langs østsiden af Tarmfjorden.
Fylkesvej 98 går langs østsiden af fjorden.